# Võrumaa
Võrumaa (Estisch: Võru maakond, Võro: Võromaa) is een van de vijftien provincies van Estland. Ze ligt in het zuidoosten van het land en grenst aan Rusland in het oosten, Letland in het zuiden en de provincies Valgamaa in het westen en Põlvamaa in het noorden. Op 1 januari 2024 telde ze 34.049 inwoners.
In de provincie wordt naast Estisch ook Võro gesproken.

## Gemeenten
De provincie is opgedeeld in gemeenten. Er is één stad en er zijn vier plattelandsgemeenten in Võrumaa. De hoofdstad is Võru. De vier gemeenten zijn:
- Antsla
- Rõuge
- Setomaa
- Võru vald

## Stedenbanden
- Halsua (Finland), sinds 1989
- Kaavi (Finland), sinds 1990
- Kaustinen (Finland), sinds 1989
- Nilsiä (Finland), sinds 1990
- Perho (Finland), sinds 1989
- Rautavaara (Finland), sinds 1990
- Ullava (Finland), sinds 1989
- Vehmaa (Finland), sinds 1990
- Veteli (Finland), sinds 1989[2]